# ميادة الصياد
ميادة الصياد (بالألمانية: Mayada Al-Sayad)‏، لاعبة ركض مسافات طويلة فلسطينية ألمانية المولد، مواليد 26 تشرين الثاني (أكتوبر) 1992 في برلين. وتعمل طبيبة أسنان في ألمانيا.
نافست في ألعاب القوى في بطولة العالم لألعاب القوى 2015 التي أقيمت في بكين، الصين.
تأهلت للمشاركة في الألعاب الأولمبية الصيفية 2016 في ريو دي جانيرو حيث نافست في سباق الماراثون وأنهت السباق في المركز الخمسين محققة زمن بلغ ساعتين و53 دقيقة و39 ثانية. أما رقمها الشخصي فهو ساعتين و39 دقيقة و48 ثانية سجلته في ماراثون دبي 2016. تشرفت ميادة بحمل العلم الفلسطيني في حفل افتتاح الألعاب الأولمبية الصيفية 2016.